# SIMPURE N
SIMPURE N（シンピュア・エヌ）は、NECによって開発された、NTTドコモの第三世代携帯電話 (FOMA) 端末製品 FOMA N600i（フォーマ・エヌ ろく まる まる アイ）のブランド名である。海外で売られているN600iと同名であるが別製品である。

## 概要
SIMPURE Nは、装備や機能を潔く選別し、小型化・低価格化を図った端末製品群 SIMPURE（シンピュア）シリーズのひとつ。機能を音声通話・テレビ電話・iモード・メール・iアプリといった基本的なものに絞った上で、国際ローミングサービス WORLD WING に対応。GSM・GPRSネットワークを利用できる。
形状を折りたたみ式とし、92×44×19.2mmの大きさはFOMA通話端末中で最小であった。機能や装備をシンプルなもののみとした低価格帯製品でありながらも、その意匠には大変凝らされている。特に開いたときのヒンジ部付近で形成するゆるやかなカーブが美しい。側面からはこの曲面部分がアルファベットのNにも見えることから、Nライン（エヌライン）と名付けられた。カラーバリエーションはレッド・ホワイト・ブラックの三種類。いずれも底面をマット処理が施されたシルバーとしたツートンカラーで、その底面以外は光沢処理が施されている。
他のFOMA端末が続々とQVGAなど高精細な液晶画面を搭載する中、SIMPURE Nのディスプレイは1.9インチ 176×220 ピクセルのTFT液晶という控えめなものである。ディスプレイ下部には31万画素CMOS カメラが内蔵され、テレビ電話が可能。また、液晶側の背面にも31万画素CMOSカメラを配置。バーコード、QRコードの読み取り機能は見送られた。アウトカメラ上にある三角形は、着信時などにおいて明滅するイルミネーションである。サブディスプレイや赤外線通信ポート、外部メモリーカードスロット、FeliCaは搭載しない。
ボタンは円形で統一され、小型化によるスペース確保の都合上、通話ボタン・切断ボタン・左右ソフトキーは番号ボタンよりも小さなものとなった。同様の理由により、一般的にはその中央に設けられるクリアボタンが省略された。NEC独自のポインティングデバイス「ニューロポインター」も搭載していない。
これまでNEC製端末では日本語入力システムとしてT9を採用していたが、SIMPURE Nではそれに代わって変換精度の高いジャストシステムのATOKと、同社製予測変換機能APOTを搭載した。
多機能化した携帯電話を使い慣れていると、SIMPURE Nは着信音・iアプリ等の対応が少なく使い勝手に苦慮するかもしれない。しかし、携帯を通話・メールを主に使うのであればデザイン性にも優れていて無難な選択といえる。多くの装備や機能を省略した結果、操作に対する反応速度（レスポンス）がこれまでのNEC製端末とは一線を画す軽快なものになっているとは皮肉なことである。

## 歴史
- 2005年12月12日: 電気通信端末機器審査協会 (JATE) による審査を通過（認定番号: A05-0507001）。
- 2005年12月20日: 技術基準適合証明 (TELEC) の審査を通過（証明記号: 001XYAA1196）。
- 2006年3月6日: 韓国のLG電子製端末 SIMPURE L (L600i) とともにSIMPUREシリーズの開発を発表。
- 2006年4月25日: SIMPURE N 発売開始。

## 不具合
- 2006年7月12日: 海外渡航時に認証不良により、通話及び通信が不能になる場合があることが発表された。対象となるのは約44,000台。7月19日より店頭での修理受付を開始し、7月24日までに日本全国で販売を再開。